# Колісник Роман
Роман Колі́сник (псевдоніми: Ро-Ко, Денис Депутат, Іван Кооперативний, Walter Cap, Семен Діяспорний; 10 жовтня 1923, Товстеньке — 10 січня 2016, Торонто) — український і канадський письменник-прозаїк, журналіст, перекладач, історик, громадсько-культурний діяч; член Об'єднання українських письменників «Слово», Національної Спілки письменників України з 1993 року.

## Життєпис
Народився 10 жовтня 1923 року в селі Товстенькому (нині Чортківський район, Тернопільської області, Україна). У 1943 році закінчив Чортківську гімназію.
Брав участь у німецько-радянській війні, воював у складі дивізії СС «Галичини», мав ранг хорунжого. Кілька разів отримав поранення. Кінець війни зустрів у військовому шпиталі в Австрії у Фельдбаху, звідки, з кількома сотнями дивізійників, рушив до Італії, однак під час рейду потрапив до американського полону; перебував у концтаборі у місті Ріміні.
З 1947 року в Мюнхені, де вступив в Українську вищу економічну школу; рік працював там же як репортер у тижневику «Українська трибуна».
1950 року емігрував до Австралії, де працював лісорубом, почав писати фейлетони, статті. У 1957 році переїхав до Канади. В Торонто 1960 року одружився з Галиною Солтикевич, дочкою православного священника з Конотопа. Здобув диплом фінансового аналітика від Макмастерського університету. Працював у редакціях газети «Вільне Слово», у 1960—1965 роках — часопису «Новий шлях». Отримав професійну сертифікацію бухгалтерства CMA і працював у Міністерстві урядових послуг провінції Онтаріо. Був активний у Пласті, Канадсько-українській мистецькій фундації, культурних товариствах «Козуб», Науковому товаристві імені Шевченка, «Слово» та багатьох інших організаціях. У 1985—1990 роках обіймав посаду редактора журналу «Координатор». 1991 року відвідав Україну. У 2000—2014 роках — редактор часопису «Вісті комбатанта».
Помер в Торонто 10 січня 2016 року, де і похований на цвинтарі «Парк-Лон».

## Творчість
Публікував публіцистичні, критичні статті, прозу в періодичних виданнях Сполучених Штатів Америки, Канади, Ізраїлю та інших країн («Новий шлях», «Гомін України», «Свобода», «Лис Микита», «Діалоги» та інших).
Автор книг
- «Репортажі з світового конгресу в Нью-Йорку», публіцистичні нариси (1978);
- «Довкола світу», репортаж-спомин (Торонто; Нью-Йорк, 1982);
- «Україна у снах і наяву» (Київ: Ярославів Вал, 2015);

повісті про дивізію «Галичина»
- «Останній постріл. Доля одного вояка» (Торонто: Слово, 1989)[a];
- «Останній постріл», уривок // Хрестоматія з української літератури в Канаді (Едмонтон, 2000);
- «Останній постріл. Еріка» (Київ: Ярославів Вал, 2011);

збірки спогадів, спостережень, есеїв
- «Майже, але не зовсім» (Тернопіль, 2002);
- «Машерують добровольці…», спомини (Тернопіль: Арій, 2003);

гуморески та фейлетони
- «Тяжко бути політичним емігрантом» (Торонто, 1986);
- «Найкращі хлопці з Дивізії» (Торонто, 1993);
- «Від Адама до Леоніда ІІ» (Київ, 1996).

Написав працю «Військова управа та Українська дивізія „Галичина“» (Торонто, 1990; Київ: Ярославів Вал, 2009), до якої як додаток упорядкував «Протоколи Військової Управи „Галичина“» (1993). Упорядкував бібліографію видань Братства колишніх вояків 1-ї Української дивізії УНА, спогадів та публікацій колишніх вояків дивізії. Рецензував праці з історії дивізії «Галичина» Тараса Гунчака, Михайла Ореста Лоґуша, Андрія Боляновського, Майкла Джеймса Мельника. Автор низки статей до Енциклопедії українознавства та «Енциклопедії української діяспори».
Переклав
- з німецької мови книгу начальника оперативного відділу штабу Дивізії «Галичина» Вольфа-Дітріха Гайке «Sie wolten die Freiheit» («Вони хотіли волі») — під назвою «Українська дивізія „Галичина“» (Торонто; Париж; Мюнхен, 1970);
- з англійської мови частини з книг «Galicia Division» Михайла Ореста Лоґуша «Броди» (Івано-Франківськ, 1998) та «Russian Journal» Джона Стейнбека («Київ», 2010, № 7/8)[4].

## Вічний фонд імені Романа і Галі Колісників
У березні 2011 року заснував у Канадському інституті українських студій Вічний фонд імені Романа і Галі Колісників внеском на 15 000 доларів. Його метою є підтримка перекладів і публікацій (друкованих та електронних) україномовних художніх творів, спогадів, щоденників і листування українських авторів з Канади та інших країн діаспори англійською і французькою мовами.

## Відзнаки
- Шевченківська медаль (1995)[4];
- Літературна премія «Тріумф» (2004)[3];
- Літературна та патріотично-виховна премія імені Олекси Гірника[8].

## Виноски
1. ↑  Повість відзначено на восьмому конкурсі імені Лесі і Петра Ковалевих Союзу Українок Америки[2].